# Agraphorura portucalensis
Agraphorura portucalensis is een springstaartensoort uit de familie van de Onychiuridae. De wetenschappelijke naam van de soort is voor het eerst geldig gepubliceerd in 1964 door da Gama.